# شاری (داغستان)
شاری (به لاتین: Shari) یک منطقهٔ مسکونی در روسیه است که در شهرستان داخادایفسکی واقع شده‌است.